# Wengo
Wengo es una empresa francesa de telefonía en internet que posteriormente se convirtió en servicios de puesta en relación de clientes con expertos por teléfono.

## Historia
La historia de Wengo está estrechamente ligada a la de la telefonía gratuita en internet.

### Los inicios
En sus inicios, Wengo , a la época Wengophone, era un operador telefónico en internet. Es una filial del Grupo Neuf Cegetel. Este propone el encaminamiento de comunicaciones telefónicas en Internet, asociada o no al proporcionamiento de un número de teléfono personal.
Teniendo como aplicación el programa llamado WengoPhone o con un adaptador llamado Wenbox, la oferta de llamada del operador consiste en comunicaciones ilimitadas, hacia los números geográficamente tradicionales franceses, por un costo de 7 euros por mes.
Los recargos llamados Wengo's permiten alimentar una cuenta prepagada, y así acceder a servicios adicionales, como el acceso a los números excluidos de la oferta antes citada o el envío de SMS. 
Para utilizar Wengo, es necesario tener una conexión internet de banda ancha garantizando una banda mínima de 128Kbps. El programa libre WengoPhone está publicado bajo licencia GNU GPL en la página web OpenWengo.

### Transformación en 2007
Enseguida Wengo se consagró a la actividad de Wengo.fr. Es una página web que permite contactar a expertos en tiempo real con la finalidad de resolver problemas de orden profesional o personal. Este servicio ha sido lanzado en marzo del 2007 por el equipo que creó el Wengophone.
En agosto del 2008, Wengo reivindica una fuerza de 1500 expertos en línea y en octubre del mismo año publicó también su página web en español y en portugués: wengo.es y wengo.pt.

## Wengo, N.º1 del asesoramiento por teléfono
| Sitios web |
| ---------- |
| wengo.es   |
| wengo.fr   |
| wengo.pt   |

Hoy en día Wengo es el n.º 1 del asesoramiento por teléfono en Francia y cuenta como ya mencionado con 1500 expertos en línea.

### ¿Cómo funciona?
Es muy simple, el cliente va a la página www.wengo.es y selecciona la categoría que le interesa, luego escoge el experto disponible que corresponde mejor a sus necesidades. Sólo tiene que hacer clic en el botón "¿Cómo entrar en contacto?", si el primera vez que consulta a un experto Wengo, o en el botón "Llamar", si ya se ha consultado anteriormente. Ahora sólo hay que esperar unos minutos para que un operador contacte a la vez al experto y al cliente y los ponga en contacto.
La ventaja de este sistema es que el cliente no tiene que esperar y pagar en vano hasta que un experto le responda, el cliente solamente paga por el tiempo que consulta.

### ¿Cuál es el sistema de pago?
Cualquier consulta en el servicio Wengo se paga con tarjeta Visa o de crédito contando con el modo de pago seguro SSL que hace imposible cualquier recuperación no autorizada.

### ¿Qué categorías tiene?
Actualmente Wengo pone al servicio de los clientes numerosos expertos en diferentes categorías: enseñanza, jurídico, bienestar, informática, psicología, finanza, negocios, shopping y tarot. 

### Wengo en el mercado internacional
Hoy Wengo propone un método innovador en lo que es el asesoramiento por teléfono, la distancia ya no es un obstáculo por lo que se le considera hoy como el n.º 1 del asesoramiento por teléfono. En los últimos cuatro años Wengo se ha internacionalizado a diversos mercados: España, Portugal, Brasil y América Latina.

## Accionarios
Los accionarios de Wengo son el Grupo Neuf Cegetel SFR, Ventech, Asociados.